# Meall Corranaich
Meall Corranaich är ett berg i Storbritannien.   Det ligger i kommunen Perth and Kinross och riksdelen Skottland, i den norra delen av landet, 600 km nordväst om huvudstaden London. Toppen på Meall Corranaich är 1 069 meter över havet, eller 218 meter över den omgivande terrängen. Bredden vid basen är 2,6 km.
Terrängen runt Meall Corranaich är huvudsakligen kuperad.Runt Meall Corranaich är det mycket glesbefolkat, med 4 invånare per kvadratkilometer. Närmaste större samhälle är Killin, 9,1 km söder om Meall Corranaich. I omgivningarna runt Meall Corranaich växer i huvudsak blandskog.